# Espinho
Espinho (ɨʃ'piɲu) è un comune portoghese di 29.481 abitanti situato nel distretto di Aveiro.

## Geografia antropica

### Freguesias
- Anta e Guetim
- Espinho
- Paramos
- Silvalde

## Sport

### Pallavolo
La città è sede dello Sporting Clube de Espinho, società che milita nella Liga A1, la massima serie portoghese di pallavolo.